# Pitḫana
Pitḫana (ili Pithana) bio je kralj Kuššare i Kaniša.
Njegov sin Anitta poslije je postao kralj, ali se borio s Piyuštijem, kraljem Hattuše.